# Ich bin ein Antistar – Das skandalöse Leben der Evelyn Künneke
Ich bin ein Antistar – Das skandalöse Leben der Evelyn Künneke ist ein deutscher Dokumentarfilm aus dem Jahr 1976 von Rosa von Praunheim mit Evelyn Künneke.

## Handlung
Der Film zeigt die Höhen und Tiefen im Leben und in der Karriere des Swing- und Schlager-Stars Evelyn Künneke. Künneke agiert meist solo vor der Kamera, kommt aber auch mit Freunden und Weggefährten wie der Travestie-Künstlerin Cristina aus Amsterdam ins Gespräch.

## Notizen
Das TV- und Kino-Porträt verschaffte der erfolgreichen deutschen Sängerin und Schauspielerin der 1950er Jahre ein Comeback in den 1970er Jahren.

## Rezeption
Der Film wurde sehr positiv von der Kriktik aufgenommen: „Sie [Evelyn Künnecke] ist der Star dieses wunderbaren dokumentarischen Porträts [...]. Von Praunheim lässt seinen Star strahlen, so viel er kann. Die Ausleuchtung ist herrlich.“ (Ken Wlaschin, Los Angeles International Film Exposition) „Das Porträt der Schauspielerin, die selbst von ihrem schrillen und glamourösen Leben erzählt, war ein voller Erfolg. Es wurde auch in New York, im Museum of Modern Art gezeigt.“ (Deutsche Welle) „Die Vergnüglichkeit und die Radikalität dieses Porträts lassen sogar einen John Waters verblassen“, schrieb die Filmkritikerin Nastasia Rampova. Aber am meisten freute sich wohl Evelyn Künneke selbst über den Erfolg des Films: „Ich habe seinem [Rosa von Praunheims] Film über mein Leben – ‚Ich bin ein Antistar‘ – mein Comeback zu verdanken.“ (Die Tageszeitung) Die Variety teilte Künnekes Einschätzung und lobte an dem Film besonders, dass von Praunheim ihr Freiheiten vor der Kamera gegeben hätte, um sich ungezwungen zu präsentieren, und Künneke verstanden hätte, diese geschickt zu nutzen, um sich publikumswirksam in Szene zu setzen.